# Holotrichia perotteti
Holotrichia perotteti är en skalbaggsart som beskrevs av Blanchard 1851. Holotrichia perotteti ingår i släktet Holotrichia och familjen Melolonthidae. Inga underarter finns listade i Catalogue of Life.